# HTV-7
HTV-7, eller Kounotori 7 (japanska: こうのとり7号機), var Japans sjunde H-II Transfer Vehicle, den sköts upp 22 september 2018, med en H-IIB-raket. Ombord fanns bland annat förnödenheter, experiment och reservdelar. Farkosten anlände till Internationella rymdstationen den 27 september 2018 och dockades med stationen, med hjälp av Canadarm2.
Farkosten lämnade rymdstationen den 7 november 2018 och brann upp i jordens atmosfär den 10 november 2018.
I lasten fanns bland annat en återinträdeskapsel kallad HTV Small Re-entry Capsule (HSRC). Den kan återföra upptill 20 kg material till jorden.
Farkostens japanska namn kounotori betyder "amurstork".